# 中西哲
中西 哲（なかにし さとし、1951年12月7日 - ）は、日本の政治家。 参議院議員（1期）、外務大臣政務官（菅義偉内閣）、高知県議会議員（4期）、宿毛市議会議員（1期）を歴任。

## 経歴
高知県宿毛市に生まれる。高知高等学校卒業後、中央大学法学部政治学科に入学し、日本学生同盟に参加。
大学卒業後は高村正彦法律事務所に勤務。1981年、株式会社朝日建物入社。1988年、宿毛市に戻り家業である養殖業を継ぐ。
1995年、宿毛市議会議員選挙に立候補し当選。
1999年、高知県議会議員選挙に立候補し当選。以後4回連続当選。
2015年、任期満了に伴い高知県議を退任。高知県選挙区次期参議院議員候補者に内定した。しかし、同年7月にいわゆる一票の格差を是正するため公職選挙法が改正され、高知県選挙区は徳島県選挙区と合区が決定して合同選挙区となった。新設された徳島県・高知県選挙区において自民党本部は現職で旧徳島県選挙区選出の中西祐介を公認。中西哲は徳島県と高知県の業界票を全て回すことを条件に参議院比例区に回った。通常は自民党の参議院比例名簿は五十音順であるが、合区対象の県の比例当選を優先させるべく、例外的に高知県出身の中西哲が比例名簿順位筆頭に目立つように記載された。
2016年、第24回参議院議員通常選挙に比例区より立候補。39万2433票の個人票を獲得し党内順位4位で当選した。この自民党個人票4位という結果について中西は、「高村正彦副総裁や麻生太郎副総理らから応援を受けた事、高知県議時代の平成18年(2006年)から書いているブログに、大東亜戦争の歴史観や、A級戦犯を擁護する記事を書いた時に、ブログへのアクセス数が30万回を超えた事があり、その影響と、私の得票は北海道から沖縄県まで満遍なく出ている事から考えると、憲法9条改正を正面から訴えた事が評価された」と分析している。2017年9月、石破派に入会。
2021年2月4日、石破派を退会し、竹下派の参院議員、無派閥議員らで構成する参院平成研グループに入って活動した。また、大学在学中から防衛と外交に強い関心を持っており、2016年9月の当選当初より参議院外交防衛委員会に所属し、2017年9月から2020年9月まで理事として活動した。2020年9月、外務大臣政務官に就任。
2021年11月29日、翌2022年に予定される第26回参議院議員通常選挙に立候補しない意向を表明した。理由として両膝に人工関節を入れており、ひざの痛みが公務に支障を来す恐れがあることに加え、12月で70歳を迎えることから「自分へのけじめ」としている。
2022年、旭日中綬章。

## 政策・人物
- 2016年7月15日、当選証書を受け取り、「高知県のために働く」との抱負を述べた。政策としては合区解消に取り組むほか、地域活性化や外交・防衛を重点分野としている[14]。
- 「消費税減税」「国債を財源とした社会保障と公共事業の拡充」を主張する日本の未来を考える勉強会の副会長を務めている[15]。
- 「消費税0％の検討」を掲げた『国民を守るための「真水100兆円」令和2年度第2次補正予算に向けた提言』の賛同者に名を連ねている[16]。
- 2007年10月6日に日本会議の関連団体である「日本会議地方議員連盟」が結成された際[17]、設立代表発起人に名を連ねた[18]。
- 2021年1月30日、中西ら自民党国会議員有志50人は、47都道府県議会議長のうち同党所属の約40人に、選択的夫婦別姓の導入に賛同する意見書を採択しないよう求める文書を郵送した。地方議員や市民団体は、地方議会の独立性を脅かす行為だとして中西らを批判した[19][20][21][22]。
- 2022年2月に結成された「責任ある積極財政を推進する議員連盟」の共同代表として、長期のデフレから脱却するため、積極的な財政出動をするよう政府に提言した。現在も顧問として活動している。

## 所属団体・議員連盟
- 日本の尊厳と国益を護る会[23]
- 日本の未来を考える勉強会[15]
- 責任ある積極財政を推進する議員連盟（元共同代表。現在は顧問）